# 韋利希夫
51°15′4″N 26°17′15″E / 51.25111°N 26.28750°E
韋利希夫（烏克蘭語：Велихів），是烏克蘭西北部的村莊，隸屬里夫內州的瓦拉什區。該村始建於1540年，面積9平方公里，海拔高度162米，2001年人口650，人口密度每平方公里72.2人。